# Eleições parlamentares europeias de 1989 no distrito de Braga
| Eleições parlamentares europeias de 1989 Distritos: Aveiro \| Beja \| Braga \| Bragança \| Castelo Branco \| Coimbra \| Évora \| Faro \| Guarda \| Leiria \| Lisboa \| Portalegre \| Porto \| Santarém \| Setúbal \| Viana do Castelo \| Vila Real \| Viseu \| Açores \| Madeira \| Estrangeiro |

## Resultados por concelho
Os resultados nos concelhos do Distrito de Braga foram os seguintes:

### Amares
| Partido                 | Partido                        | Votos  | %               | +/-   |
| ----------------------- | ------------------------------ | ------ | --------------- | ----- |
|                         | Partido Social Democrata       | 2 884  | 40,11 / 100,00  | 7,40  |
|                         | Centro Democrático Social      | 1 903  | 26,46 / 100,00  | 0,98  |
|                         | Partido Socialista             | 1 696  | 23,59 / 100,00  | 6,69  |
|                         | Coligação Democrática Unitária | 169    | 2,35 / 100,00   | 0,55  |
|                         | Partido Popular Monárquico     | 92     | 1,28 / 100,00   | 0,05  |
|                         | Outros (com menos de 1,00%)    | 226    | 3,15 / 100,00   |       |
| Votos Inválidos         | Votos Inválidos                | 221    | 3,07 / 100,00   | 0,44  |
| Total                   | Total                          | 7 191  | 100,00 / 100,00 |       |
| Eleitorado/Participação | Eleitorado/Participação        | 13 819 | 52,04 / 100,00  | 20,69 |

### Barcelos
| Partido                 | Partido                        | Votos  | %               | +/-   |
| ----------------------- | ------------------------------ | ------ | --------------- | ----- |
|                         | Partido Social Democrata       | 20 918 | 47,21 / 100,00  | 5,68  |
|                         | Partido Socialista             | 10 666 | 24,07 / 100,00  | 4,09  |
|                         | Centro Democrático Social      | 7 232  | 16,32 / 100,00  | 0,46  |
|                         | Coligação Democrática Unitária | 2 077  | 4,69 / 100,00   | 1,36  |
|                         | Partido Popular Monárquico     | 573    | 1,29 / 100,00   | 0,02  |
|                         | Outros (com menos de 1,00%)    | 1 706  | 3,85 / 100,00   |       |
| Votos Inválidos         | Votos Inválidos                | 1 139  | 2,57 / 100,00   | 0,34  |
| Total                   | Total                          | 44 311 | 100,00 / 100,00 |       |
| Eleitorado/Participação | Eleitorado/Participação        | 76 655 | 57,81 / 100,00  | 21,47 |

### Braga
| Partido                 | Partido                         | Votos   | %               | +/-   |
| ----------------------- | ------------------------------- | ------- | --------------- | ----- |
|                         | Partido Socialista              | 20 524  | 34,50 / 100,00  | 6,22  |
|                         | Partido Social Democrata        | 16 252  | 27,32 / 100,00  | 5,70  |
|                         | Centro Democrático Social       | 9 665   | 16,25 / 100,00  | 1,58  |
|                         | Coligação Democrática Unitária  | 7 380   | 12,41 / 100,00  | 3,83  |
|                         | Partido Popular Monárquico      | 1 405   | 2,36 / 100,00   | 0,76  |
|                         | Movimento Democrático Português | 855     | 1,44 / 100,00   | 1,00  |
|                         | Outros (com menos de 1,00%)     | 1 731   | 2,91 / 100,00   |       |
| Votos Inválidos         | Votos Inválidos                 | 1 677   | 2,82 / 100,00   | 0,50  |
| Total                   | Total                           | 59 489  | 100,00 / 100,00 |       |
| Eleitorado/Participação | Eleitorado/Participação         | 102 418 | 58,08 / 100,00  | 19,33 |

### Cabeceiras de Basto
| Partido                 | Partido                        | Votos  | %               | +/-   |
| ----------------------- | ------------------------------ | ------ | --------------- | ----- |
|                         | Partido Social Democrata       | 3 493  | 44,24 / 100,00  | 3,07  |
|                         | Partido Socialista             | 2 793  | 35,38 / 100,00  | 5,31  |
|                         | Centro Democrático Social      | 1 018  | 12,89 / 100,00  | 0,41  |
|                         | Coligação Democrática Unitária | 135    | 1,71 / 100,00   | 0,31  |
|                         | Outros (com menos de 1,00%)    | 292    | 3,71 / 100,00   |       |
| Votos Inválidos         | Votos Inválidos                | 164    | 2,08 / 100,00   | 0,10  |
| Total                   | Total                          | 7 895  | 100,00 / 100,00 |       |
| Eleitorado/Participação | Eleitorado/Participação        | 14 424 | 54,74 / 100,00  | 18,38 |

### Celorico de Basto
| Partido                 | Partido                        | Votos  | %               | +/-   |
| ----------------------- | ------------------------------ | ------ | --------------- | ----- |
|                         | Partido Social Democrata       | 3 560  | 42,15 / 100,00  | 5,22  |
|                         | Centro Democrático Social      | 2 162  | 25,59 / 100,00  | 2,76  |
|                         | Partido Socialista             | 1 879  | 22,24 / 100,00  | 6,53  |
|                         | Coligação Democrática Unitária | 185    | 2,19 / 100,00   | 0,02  |
|                         | Partido Popular Monárquico     | 98     | 1,16 / 100,00   | 0,17  |
|                         | Outros (com menos de 1,00%)    | 325    | 3,84 / 100,00   |       |
| Votos Inválidos         | Votos Inválidos                | 238    | 2,82 / 100,00   | 0,66  |
| Total                   | Total                          | 8 447  | 100,00 / 100,00 |       |
| Eleitorado/Participação | Eleitorado/Participação        | 16 869 | 50,07 / 100,00  | 18,36 |

### Esposende
| Partido                 | Partido                        | Votos  | %               | +/-   |
| ----------------------- | ------------------------------ | ------ | --------------- | ----- |
|                         | Partido Social Democrata       | 4 712  | 40,41 / 100,00  | 8,82  |
|                         | Centro Democrático Social      | 3 197  | 27,42 / 100,00  | 2,65  |
|                         | Partido Socialista             | 2 166  | 18,58 / 100,00  | 4,91  |
|                         | Coligação Democrática Unitária | 499    | 4,28 / 100,00   | 0,78  |
|                         | Partido Popular Monárquico     | 182    | 1,56 / 100,00   | 0,13  |
|                         | Outros (com menos de 1,00%)    | 487    | 4,18 / 100,00   |       |
| Votos Inválidos         | Votos Inválidos                | 417    | 3,58 / 100,00   | 0,66  |
| Total                   | Total                          | 11 660 | 100,00 / 100,00 |       |
| Eleitorado/Participação | Eleitorado/Participação        | 21 759 | 53,59 / 100,00  | 23,25 |

### Fafe
| Partido                 | Partido                        | Votos  | %               | +/-   |
| ----------------------- | ------------------------------ | ------ | --------------- | ----- |
|                         | Partido Socialista             | 8 483  | 41,88 / 100,00  | 7,30  |
|                         | Partido Social Democrata       | 7 423  | 36,64 / 100,00  | 4,66  |
|                         | Centro Democrático Social      | 1 926  | 9,51 / 100,00   | 1,32  |
|                         | Coligação Democrática Unitária | 1 115  | 5,50 / 100,00   | 1,50  |
|                         | Outros (com menos de 1,00%)    | 849    | 4,19 / 100,00   |       |
| Votos Inválidos         | Votos Inválidos                | 461    | 2,28 / 100,00   | 0,68  |
| Total                   | Total                          | 20 257 | 100,00 / 100,00 |       |
| Eleitorado/Participação | Eleitorado/Participação        | 36 491 | 55,51 / 100,00  | 19,18 |

### Guimarães
| Partido                 | Partido                        | Votos   | %               | +/-   |
| ----------------------- | ------------------------------ | ------- | --------------- | ----- |
|                         | Partido Socialista             | 23 795  | 39,12 / 100,00  | 7,13  |
|                         | Partido Social Democrata       | 15 585  | 25,62 / 100,00  | 5,76  |
|                         | Centro Democrático Social      | 9 881   | 16,24 / 100,00  | 0,30  |
|                         | Coligação Democrática Unitária | 7 063   | 11,61 / 100,00  | 3,17  |
|                         | Partido Popular Monárquico     | 984     | 1,62 / 100,00   | 0,37  |
|                         | Outros (com menos de 1,00%)    | 2 195   | 3,11 / 100,00   |       |
| Votos Inválidos         | Votos Inválidos                | 1 328   | 2,18 / 100,00   | 0,24  |
| Total                   | Total                          | 60 831  | 100,00 / 100,00 |       |
| Eleitorado/Participação | Eleitorado/Participação        | 114 039 | 53,34 / 100,00  | 23,23 |

### Póvoa de Lanhoso
| Partido                 | Partido                        | Votos  | %               | +/-   |
| ----------------------- | ------------------------------ | ------ | --------------- | ----- |
|                         | Partido Social Democrata       | 4 161  | 45,22 / 100,00  | 5,39  |
|                         | Partido Socialista             | 2 578  | 28,02 / 100,00  | 6,27  |
|                         | Centro Democrático Social      | 1 607  | 17,46 / 100,00  | 1,58  |
|                         | Coligação Democrática Unitária | 188    | 2,04 / 100,00   | 0,26  |
|                         | Partido Popular Monárquico     | 107    | 1,16 / 100,00   | 0,17  |
|                         | Outros (com menos de 1,00%)    | 311    | 3,38 / 100,00   |       |
| Votos Inválidos         | Votos Inválidos                | 250    | 2,72 / 100,00   | 0,76  |
| Total                   | Total                          | 9 202  | 100,00 / 100,00 |       |
| Eleitorado/Participação | Eleitorado/Participação        | 16 117 | 57,09 / 100,00  | 16,48 |

### Terras de Bouro
| Partido                 | Partido                         | Votos | %               | +/-   |
| ----------------------- | ------------------------------- | ----- | --------------- | ----- |
|                         | Partido Social Democrata        | 2 400 | 52,06 / 100,00  | 4,87  |
|                         | Partido Socialista              | 904   | 19,61 / 100,00  | 5,58  |
|                         | Centro Democrático Social       | 776   | 16,83 / 100,00  | 0,17  |
|                         | Coligação Democrática Unitária  | 159   | 3,45 / 100,00   | 0,73  |
|                         | Partido Popular Monárquico      | 69    | 1,50 / 100,00   | 0,20  |
|                         | Movimento Democrático Português | 53    | 1,15 / 100,00   | 0,85  |
|                         | Outros (com menos de 1,00%)     | 148   | 3,22 / 100,00   |       |
| Votos Inválidos         | Votos Inválidos                 | 101   | 2,19 / 100,00   | 0,82  |
| Total                   | Total                           | 4 610 | 100,00 / 100,00 |       |
| Eleitorado/Participação | Eleitorado/Participação         | 7 827 | 58,90 / 100,00  | 15,61 |

### Vieira do Minho
| Partido                 | Partido                           | Votos  | %               | +/-   |
| ----------------------- | --------------------------------- | ------ | --------------- | ----- |
|                         | Partido Social Democrata          | 3 322  | 48,28 / 100,00  | 5,23  |
|                         | Partido Socialista                | 1 743  | 25,33 / 100,00  | 4,58  |
|                         | Centro Democrático Social         | 891    | 12,95 / 100,00  | 2,26  |
|                         | Coligação Democrática Unitária    | 312    | 4,53 / 100,00   | 1,09  |
|                         | Movimento Democrático Português   | 90     | 1,31 / 100,00   | 0,80  |
|                         | Partido Socialista Revolucionário | 81     | 1,18 / 100,00   | 0,21  |
|                         | Partido Popular Monárquico        | 70     | 1,02 / 100,00   | 0,11  |
|                         | Outros (com menos de 1,00%)       | 166    | 2,42 / 100,00   |       |
| Votos Inválidos         | Votos Inválidos                   | 205    | 2,98 / 100,00   | 1,10  |
| Total                   | Total                             | 6 880  | 100,00 / 100,00 |       |
| Eleitorado/Participação | Eleitorado/Participação           | 13 076 | 52,62 / 100,00  | 15,37 |

### Vila Nova de Famalicão
| Partido                 | Partido                        | Votos  | %               | +/-   |
| ----------------------- | ------------------------------ | ------ | --------------- | ----- |
|                         | Partido Socialista             | 17 965 | 37,63 / 100,00  | 7,00  |
|                         | Partido Social Democrata       | 14 307 | 29,97 / 100,00  | 7,19  |
|                         | Centro Democrático Social      | 8 898  | 18,64 / 100,00  | 1,31  |
|                         | Coligação Democrática Unitária | 3 061  | 6,41 / 100,00   | 1,95  |
|                         | Partido Popular Monárquico     | 654    | 1,37 / 100,00   | 0,04  |
|                         | Outros (com menos de 1,00%)    | 1 861  | 3,90 / 100,00   |       |
| Votos Inválidos         | Votos Inválidos                | 994    | 2,08 / 100,00   | 0,07  |
| Total                   | Total                          | 47 740 | 100,00 / 100,00 |       |
| Eleitorado/Participação | Eleitorado/Participação        | 85 766 | 55,66 / 100,00  | 23,24 |

### Vila Verde
| Partido                 | Partido                        | Votos  | %               | +/-   |
| ----------------------- | ------------------------------ | ------ | --------------- | ----- |
|                         | Partido Social Democrata       | 7 546  | 41,88 / 100,00  | 8,41  |
|                         | Partido Socialista             | 4 522  | 25,10 / 100,00  | 8,66  |
|                         | Centro Democrático Social      | 4 225  | 23,45 / 100,00  | 0,67  |
|                         | Coligação Democrática Unitária | 347    | 1,93 / 100,00   | 0,24  |
|                         | Partido Popular Monárquico     | 238    | 1,32 / 100,00   | 0,26  |
|                         | Outros (com menos de 1,00%)    | 605    | 3,36 / 100,00   |       |
| Votos Inválidos         | Votos Inválidos                | 536    | 2,97 / 100,00   | 0,21  |
| Total                   | Total                          | 18 019 | 100,00 / 100,00 |       |
| Eleitorado/Participação | Eleitorado/Participação        | 33 568 | 53,68 / 100,00  | 18,78 |